# Dehumanizer
A Dehumanizer az angol Black Sabbath 1992-ben megjelent nagylemeze. 

## Története
Amikor 1991-ben kiderült, hogy Tony Iommi és Ronnie James Dio újra együtt dolgozik, mindenki azt hitte, hogy a Heaven and Hell és a Mob Rules korongok lesznek irányadóak, de nem így történt. Iommi az előző hard rock felé forduló lemezek után minden idők legkeményebb, legsötétebb Sabbath lemezét készítette el. Dio-nak is segített ez a lemez magára találni, ugyanis ekkortájt a Lock Up the Wolves albuma kapcsán pályája mélypontján csücsült. 
A korongon hallható ólomsúlyú doom témák mellett az olyan gyorsabb szerzemények is igazságot szolgáltattak a 80-as években rengeteg viszonttagságon átesett Sabbath névnek, mint a Master of Insanity, vagy a szinte már power metalos TV Crimes. A felvételeket eredetileg Cozy Powell dobossal tervezték, aki éppen rosszban volt Dio-val.
Az énekes állítólag válaszút elé állította Tony-t, mondván vagy ő megy vagy Cozy. A riffgyárosnak mégsem kellett döntenie ugyanis Powell lovasbalesetet szenvedett. Érdekesség, hogy a Master of Insanity című számot Geezer és a jelenlegi House of Lords gitáros Jimi Bell írta, persze ez nincs feltüntetve. A Cross Purposes turnén az itt hallható Time Machine volt a nyitónóta. A lemez utáni turnén Dio nem volt hajlandó fellépni Ozzy Costa Mesa-i buliján, így Tony Iommi újra kitette a szűrét. A koncerten Rob Halford (Judas Priest) segítette ki őket.

## Számlista
1. "Computer God"  – 6:10
2. "After All (The Dead)"  – 5:37
3. "TV Crimes"  – 3:58
4. "Letters From Earth"  – 4:12
5. "Master Of Insanity"  – 5:54
6. "Time Machine"  – 4:10
7. "Sins Of The Father"  – 4:43
8. "Too Late"  – 6:54
9. "I"  – 5:10
10. "Buried Alive"  – 4:47

## Közreműködők
- Ronnie James Dio – ének
- Tony Iommi – gitár
- Geezer Butler – basszusgitár
- Vinny Appice – dob
- Geoff Nicholls – billentyűs hangszerek
- Mack – producer, engineer, mixer
- Darren Gayler – engineer
- Stephen Wissnet – engineer
- Wil Rees – borító
- Mark "Weissguy" Weiss – photography